# محمد مهدي مليكة
محمد مهدي مليكة ولد في 28 أكتوبر 1950 في جمال ولكنه أصيل حمام سوسة، هو مهندس وسياسي تونسي. هو ابن أخ الرئيس زين العابدين بن علي.

## السيرة الذاتية
أمضى محمد مهدي مليكة طفولته في مدينة المنستير، ثم زاول تعليمه في تخصص الهندسة البيئية بين 1977 و1979 في المدرسة الوطنية للمهندسين بتونس ثم في المركز الدولي لمنظمة الصحة العالمية في الرباط.

عين في 9 يونيو 1992 في منصب وزير البيئة والتهيئة الترابية في حكومة حامد القروي. بقي في هذا المنصب حتى 22 أبريل 1999.

منذها أصبح مستشار برتبة وزير لدى الوزير الأول. كان أيضا رئيس اللجنة الوطنية لنظافة المحيط وجمالية البيئة. ترأس كذلك رابطة الشبكة المتوسطية للتنمية المستدامة منذ تأسيسها في 15 مايو 2003.

كان محمد المهدي مليلة عضو اللجنة المركزية لحزب التجمع الدستوري الديمقراطي منذ مؤتمر 1993.

## التتبعات القضائية
إثر الثورة التونسية في 2011، كان اسمه ضمن قائمة ال112 شخصية الذين تمت مصادرة أموالهم وممتلاكاتهم بمقتضى مرسوم صدر في 14 مارس 2011. 

في 18 سبتمبر 2015، صدر ضده حكم قضائي يقضي بإخراجه من منزله المدرج ضمن أملاك النظام السابق المصادرة. تم تنفيذ القرار في 17 ديسمبر الموالي.